# Saint-Selve
Saint-Selve es una comuna francesa situada en el departamento de Gironda, en la región de Nueva Aquitania.

## Demografía
| 661 | 717 | 789 | 969 | 1324 | 1632 | 3578 |
| Para los censos de 1962 a 1999 la población legal corresponde a la población sin duplicidades (Fuente: INSEE [Consultar]) |     |     |     |      |      |      |